# Markierung (Informatik)
Eine Markierung ist die Hervorhebung eines Bereiches bei der visuellen Darstellung von Computerdaten.

## Bildbearbeitung
In der Bildbearbeitung ist eine Markierung ein in der Regel rechteckiger Bereich, der unabhängig vom Rest des Bildes bearbeitet oder kopiert bzw. ausgeschnitten werden kann.
Manche Bildverarbeitungsprogramme erlauben:
- Die Auswahl von ovalen oder frei geformten Bereichen sowie die Auswahl eines Bildbereiches mit einer bestimmten Farbe.
- Die Manipulation der Markierung durch strecken, drehen oder verschieben ohne das eigentliche Bild zu verändern.
- Das „Einrasten“ der Markierung an einer Kante oder Fläche im Bild.

## Textverarbeitung

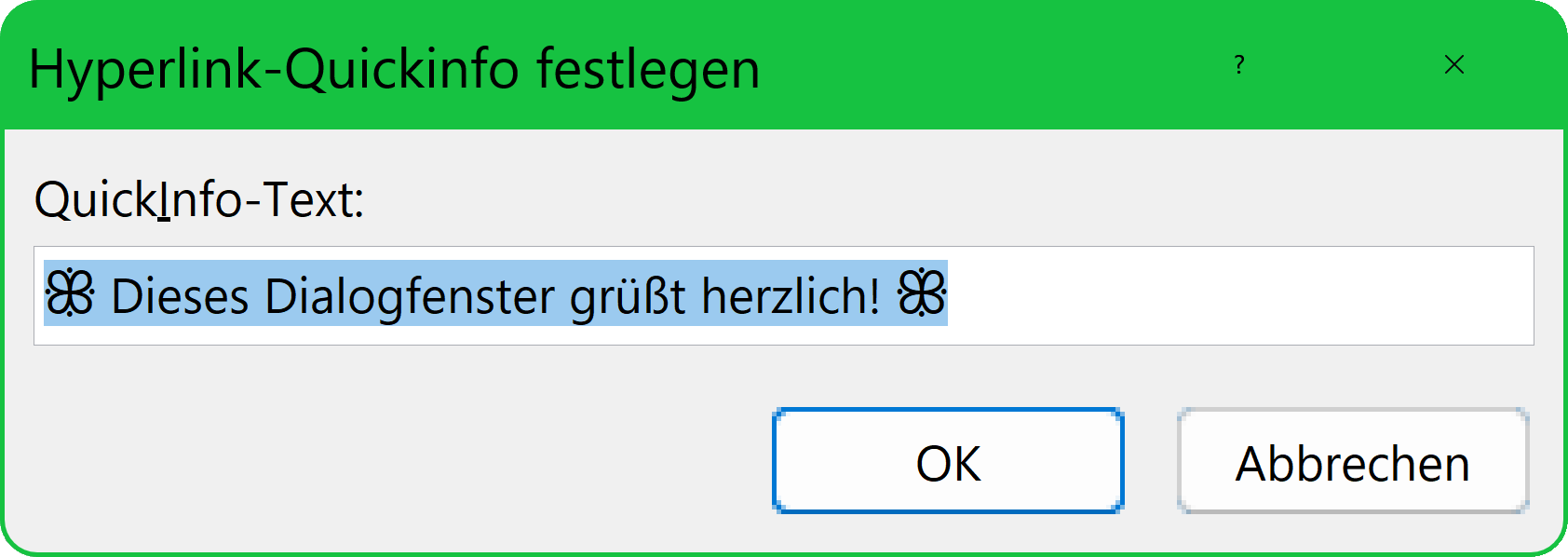
Einfaches Dialogfenster mit Eingabefeld (Eingabe markiert) und Schaltflächen

In der Textverarbeitung ist eine Markierung eine Auswahl von aufeinanderfolgenden Zeichen in einem Text, die unabhängig vom Rest des Textes kopiert oder ausgeschnitten werden kann. Bei einem Textverarbeitungsprogrammen kann im Gegensatz zu einem Texteditor auch die Formatierung und das Layout des markierten Bereiches geändert werden.
Manche Texteditoren oder Textverarbeitungsprogramme erlauben:
- „Intelligente“ Markierungen, also dass automatisch komplette Wörter markiert oder dass führende und folgende Leerzeichen einer Markierung beim Kopieren oder Ausschneiden ignoriert bzw. angepasst werden.
- Das Auswählen von Wörtern, Zeilen oder Absätzen mit der Maus durch einen Doppel- oder Dreifachklick.
- Das Auswählen eines rechteckigen Bereiches von Zeichen.